# ショパン猪狩
ショパン 猪狩（ショパン いがり 、1929年6月20日 - 2005年11月13日）はコメディアン。本名は猪狩 誠二郎（いがり せいじろう）。
子供のころに見た覗きからくりをヒントにアラブ人風の顔・派手な衣装で「ヘェ〜イ!!レッドスネェ〜ク!!!カモォ〜ン!!」と言いつつ笛を吹き、3つの壷からカラフルな蛇の縫いぐるみをニョロニョロと登場させる芸「三蛇調教」で人気を博す。他にマジックも演じており、相方が突っ込みを入れたりするコミック的な要素を取り入れた芸もしていた（マジックの最中に「手順がおかしい」と言う、ナイフを突き刺すマジックで「痛い」と言う等）。

## 来歴・人物
東京目黒の生まれ、宮大工の五男として育つ。
ボクシングの経験があるほか、第二次世界大戦前、上海でプロレスのセコンドを務めるなど格闘技に精通。1948年、兄とともに三鷹市に創設した道場で、妹を含めた女性数人に日本初の女子プロレスの指導を行う。
1957年に榎本健一の一座にいた鯉口潤一と『東京コミックブラザーズ』（後に『東京コミックショウ』と改称）を結成。後に鯉口が弟子の八坂一夫、谷幸一を連れて脱退し、妻の千重子や娘と舞台を務めた。1993年3月末で舞台を引退。
2005年に心不全で死去。76歳没。

## 家族
- 妻 - 猪狩千重子：松竹少女歌劇団出身、相方（後見）を務める。ハリウッド・スター早川雪洲は叔父。
- 兄 - パン猪狩：浅草の伝説的なコメディアンにしてコミックバーマスター。故人。
- 妹 - 猪狩定子（リリー猪狩）：日本人初の女子プロレスラーと言われている[2][3][4]。

## 出演作品

### バラエティ
- よい国（1994年、フジテレビ）
- ヘビの芸の一部を収録したDVDが発売されている。

### CM
- 東京営繕組合（1986年）
- 夢工場ドキドキパニック TVCM (1987年)

## 猪狩を題材とした作品
書籍
- スネークショウの箱の中（1995年） ISBN 978-4-380-95226-5 - 妻・猪狩千重子が著した自伝作品。

舞台
- レッドスネーク、カモン‼（2019年、三越劇場） - 「スネークショウの箱の中」を原作とした舞台作品。主演の千恵子役は中山忍、ショパン役は梅垣義明（ワハハ本舗）、脚本：安井国穂、西澤悟、演出：児玉宜久。